# Cicero (ligne verte du métro de Chicago)
Pour les articles homonymes, voir Cicéron (homonymie).
Ne doit pas être confondu avec Cicero (ligne rose du métro de Chicago) ou Cicero (ligne bleue du métro de Chicago).
Cicero (anciennement 48th Street) est une station aérienne de la ligne verte du métro de Chicago. Ouverte en mars 1894, sa structure était similaire aux stations Ashland et Homan (fermée entretemps) mais dès 1941, Cicero fut reconstruite sur base d'un quai central contrairement aux autres stations de la Lake Branch qui en comptent deux.

## Description
En 1960, l’accès à la station fut modifié en séparant l’entrée et la sortie et en allongeant les auvents sur les quais tandis qu’une passerelle fut rajoutée au-dessus afin de permettre le transit d’un quai à l’autre. 
Lors de la grande réhabilitation de la ligne verte en 1994 il fut décidé de reconstruire une nouvelle fois Cicero. La Chicago Transit Authority (CTA) fit construire un bâtiment sur deux étages : le rez-de-chaussée vitré et donc éclairé naturellement sert d’espace commercial  avant de rejoindre, en son centre, la salle des guichets et les quais via les escaliers ou un ascenseur. 
Comme beaucoup de nouvelles stations de la ligne verte, la nouvelle station de Cicero n'était pas prête lors de la réouverture de la ligne verte  le 12 mai 1996. Elle fut dans un premier temps exploitée avec une structure temporaire avant d’être inaugurée plus d’un an plus tard le 22 juin 1997. 
Situés dans un quartier en difficulté économique, les espaces commerciaux de la station Cicero restèrent vides jusqu’en septembre 2004 où Dunkin' Donuts décida d’y installer un point de vente accompagné d’un point de vente pour la presse. 
Cicero est accessible aux personnes à mobilité réduite et 475 745 passagers l’ont utilisé en 2008.

## Les correspondances avec lebus
Avec les bus de la Chicago Transit Authority :
- #54 Cicero
- #X54 Cicero Express

## Dessertes
| Nord/Ouest               |  |             |  | Sud/Est                                   |
| ------------------------ |  | ----------- |  | ----------------------------------------- |
| Laramie vers Harlem/Lake |  | ligne verte |  | Pulaski vers Ashland/63rd / Cottage Grove |
| modifier sur Wikidata    |  |             |  |                                           |